# Ptochophyle apicirubra
Ptochophyle apicirubra är en fjärilsart som beskrevs av Louis Beethoven Prout 1917. Ptochophyle apicirubra ingår i släktet Ptochophyle och familjen mätare. Inga underarter finns listade.